# Otto Stolz (Historiker)
Otto Stolz (* 31. März 1881 in Innsbruck; † 5. November 1957 ebenda) war ein österreichischer Volkskundler und Historiker.

## Leben
Otto Stolz war ein Sohn des Mathematikers Otto Stolz. Nach dem Besuch des Gymnasiums in Innsbruck begann er bei Emil von Ottenthal und Hans von Voltelini (1862–1938) bzw. Oswald Redlich sein Studium der Geschichtswissenschaft an den Universitäten Innsbruck und Wien. 1907 legte er seine Lehramtsprüfung ab. Nach der Promotion und einem Studienaufenthalt in Rom nahm er eine Stelle am Statthaltereiarchiv in Innsbruck, dem heutigen Tiroler Landesarchiv an.
1912 habilitierte er sich bei Hermann Wopfner für Österreichische Geschichte, 1923 wurde er zum a. o. Universitätsprofessor der Universität Innsbruck ernannt. In dieser Zeit übernahm er die Leitung des Landesregierungsarchivs bzw. seit 1939 Reichsgauarchivs in Innsbruck. Am 25. Februar 1939 beantragte er die Aufnahme in die NSDAP und wurde am 1. Januar 1940 aufgenommen (Mitgliedsnummer 7.891.842), zwischen 1943 und 1949 wurde er mit der Vertretung des Lehrstuhls für deutsche Rechtsgeschichte an der Universität Innsbruck betraut. 1951 verlieh ihm die Universität die Ehrendoktorwürde.
Der Nachlass von Otto Stolz wird am Tiroler Landesarchiv verwahrt.

## Schriften (Auswahl)
- Die Ausbreitung des Deutschtums in Südtirol im Lichte der Urkunden. 5 Bände. R. Oldenbourg, München/Berlin 1927–1932 (online).
- Die Schwaighöfe in Tirol. Ein Beitrag zur Siedlungs- und Wirtschaftsgeschichte der Hochalpentäler (= Wissenschaftliche Veröffentlichungen des Deutschen und Österreichischen Alpenvereins. Band 5). Deutscher und Österreichischer Alpenverein, Innsbruck 1930 (online).
- Geschichtskunde der Gewässer Tirols (= Schlern-Schriften. Band 32). Wagner, Innsbruck 1932 (online).
- Politisch-historische Landesbeschreibung von Südtirol (= Schlern-Schriften. Band 40). Wagner, Innsbruck 1938–1940 (online).
- Geschichtliche Beschreibung der ober- und vorderösterreichischen Lande. Südwestdeutsche Druck- u. Verlagsgesellschaft, Karlsruhe 1943.
- Rechtsgeschichte des Bauernstandes und der Landwirtschaft in Tirol und Vorarlberg. Ferrari-Auer, Bozen 1949.
- Geschichte des Landes Tirol. Innsbruck 1955.
- Quellen zur Geschichte des Zollwesens und Handelsverkehres in Tirol und Vorarlberg vom 13. bis 18. Jahrhundert. Wiesbaden 1955 (= Deutsche Handelsakten des Mittelalters und der Neuzeit. Band 10–11).
- Der geschichtliche Inhalt der Rechnungsbücher der Tiroler Landesfürsten von 1288–1350. Wagner, Innsbruck 1957 (= Schlern-Schriften. Band 175).
- Geschichte der Verwaltung Tirols: Teilstück des 2. Bandes der Geschichte des Landes Tirol. (Mit Werkverzeichnis). Für den Druck vorbereitet von Dietrich Thaler (= Forschungen zur Rechts- und Kulturgeschichte. Band 13). Wagner, Innsbruck 1998, ISBN 978-3-70300325-7.